# Ben Lomond, Luss i The Trossachs
Ben Lomond, Luss i The Trossachs - pasmo w Grampianach Centralnych, w Szkocji. Pasmo to graniczy z Alpy Cowal i Arrochar na zachodzie, z Crianlarich/Balquhidder na północy oraz z Grupą Loch Earn na wschodzie. Najwyższym szczytem jest Ben Lomond, który osiąga wysokość 974 m.
Najważniejsze szczyty:
- Ben Lomond (974 m),
- Ptarmigan (731 m),
- Ben Venue (729 m).